# Lonely Together (Avicii-sang)
Lonely Together er en single af den svenske DJ Avicii med den engelsk-albanske sangerinde Rita Ora. Den blev udgivet den 11. august 2017, som den anden single fra EP'en "Avīci (01)", og den er dermed den sidste sang nogensinde udgivet i Aviciis levetid. Lonely Together er skrevet af Tim Bergling (Avicii), Magnus Høiberg, Benjamin Levin, Brian Lee, Andrew Wotman og Ali Tamposi. Den er produceret af Bergling, Benny Blanco, Cashmere Catt og WATT.

## Baggrund
Lonely Together blev første gang spillet af Rita Ora den 27. juni 2017 ved en privat koncert i London.Lonely Together blev teaset af Bergling selv på Instagram, sammen med resten af EP'ens sange.Efter udgivelsen af Lonely Together, røg den ind som nummer 4 på den engelske hitliste.Ugen efter Berglings død, hyldede Rita Ora ham ved at spille sangen ved 538 Koningsdag Festival. Den 27. maj 2018 spillede hun sangen ved BBC's Biggest Weekend.

## Remixes
Den 27. oktober 2017, udgav Bergling en akustisk version af Lonely Together.
1. "Lonely Together" - Acoustic - 3:02

Den 17. november 2017, blev en Remix EP udgivet af Lonely Together.
1. "Lonely Together" (Alan Walker Remix) - 2:59
2. "Lonely Together" (Dj Licious Remix) - 3:04
3. "Lonely Together" (Jaded Remix) - 3:36
4. "Lonely Together" (Dexter Remix) - 3:03

## Hitlister
| Hitliste (2017–18)                               | Højeste position |
| ------------------------------------------------ | ---------------- |
| Australien (ARIA)                                | 32               |
| Australia Dance (ARIA)                           | 2                |
| Østrig (Ö3 Austria Top 40)                       | 18               |
| Belgien (Ultratop 50 Flanderen)                  | 36               |
| Belgien Dance (Ultratop Flanderen)               | 3                |
| Belgien (Ultratop 50 Vallonien)                  | 46               |
| Belgien Dance (Ultratop Vallonien)               | 11               |
| Canada (Canadian Hot 100)                        | 55               |
| Croatia Airplay (HRT)                            | 25               |
| Tjekkiet (Rádio Top 100)                         | 10               |
| Tjekkiet (Singles Digitál Top 100)               | 8                |
| Danmark (Track Top-40)                           | 38               |
| Euro Digital Songs (Billboard)                   | 8                |
| Frankrig (SNEP)                                  | 58               |
| Tyskland (Official German Charts)                | 24               |
| Greece (IFPI Greece)                             | 94               |
| Ungarn (Dance Top 40)                            | 9                |
| Ungarn (Rádiós Top 40)                           | 3                |
| Ungarn (Single Top 40)                           | 3                |
| Ungarn (Stream Top 40)                           | 5                |
| Irland (IRMA)                                    | 5                |
| Italien (FIMI)                                   | 44               |
| Lebanon (Lebanese Top 20)                        | 10               |
| Mexico Ingles Airplay (Billboard)                | 13               |
| Holland (Dutch Top 40)                           | 24               |
| Holland (Single Top 100)                         | 22               |
| New Zealand (RIANZ)                              | 34               |
| Norge (VG-lista)                                 | 10               |
| Philippines (Philippine Hot 100)                 | 55               |
| Polen (Polish Airplay Top 100)                   | 4                |
| Portugal (AFP)                                   | 30               |
| Romania (Romanian Airplay 100)                   | 56               |
| Skotland (Official Charts Company)               | 1                |
| Serbia (Radiomonitor)                            | 3                |
| Slovakiet (Rádio Top 100)                        | 92               |
| Slovakiet (Singles Digitál Top 100)              | 9                |
| Slovenia (SloTop50)                              | 32               |
| Spanien (PROMUSICAE)                             | 63               |
| Sverige (Sverigetopplistan)                      | 3                |
| Schweiz (Schweizer Hitparade)                    | 22               |
| Storbritannien Singles (Official Charts Company) | 4                |
| Storbritannien Dance (Official Charts Company)   | 1                |
| USA Bubbling Under Hot 100 Singles (Billboard)   | 18               |
| USA Hot Dance/Electronic Songs (Billboard)       | 11               |
| Venezuela (Monitor Latino Anglo)                 | 10               |

| Hitliste (2017)                           | Position |
| ----------------------------------------- | -------- |
| Hungary (Stream Top 40)                   | 36       |
| Sweden (Sverigetopplistan)                | 45       |
| UK Singles (Official Charts Company)      | 77       |
| US Hot Dance/Electronic Songs (Billboard) | 43       |
| Hitliste (2018)                           | Position |
| Hungary (Dance Top 40)                    | 28       |
| Hungary (Rádiós Top 40)                   | 20       |
| Hungary (Single Top 40)                   | 64       |
| Portugal (AFP)                            | 167      |
| Sweden (Sverigetopplistan)                | 26       |
| US Hot Dance/Electronic Songs (Billboard) | 42       |